# Polenverein
Polenvereine waren auf dem Gebiet des Deutschen Bundes zu Beginn der 1830er Jahre Vereine zur Unterstützung des polnischen Novemberaufstandes von 1830 und nach dessen Scheitern zur Versorgung der durch Deutschland ziehenden Flüchtlinge. Sie waren von Bedeutung für die Entwicklung der liberalen und demokratischen Oppositionsbewegung.

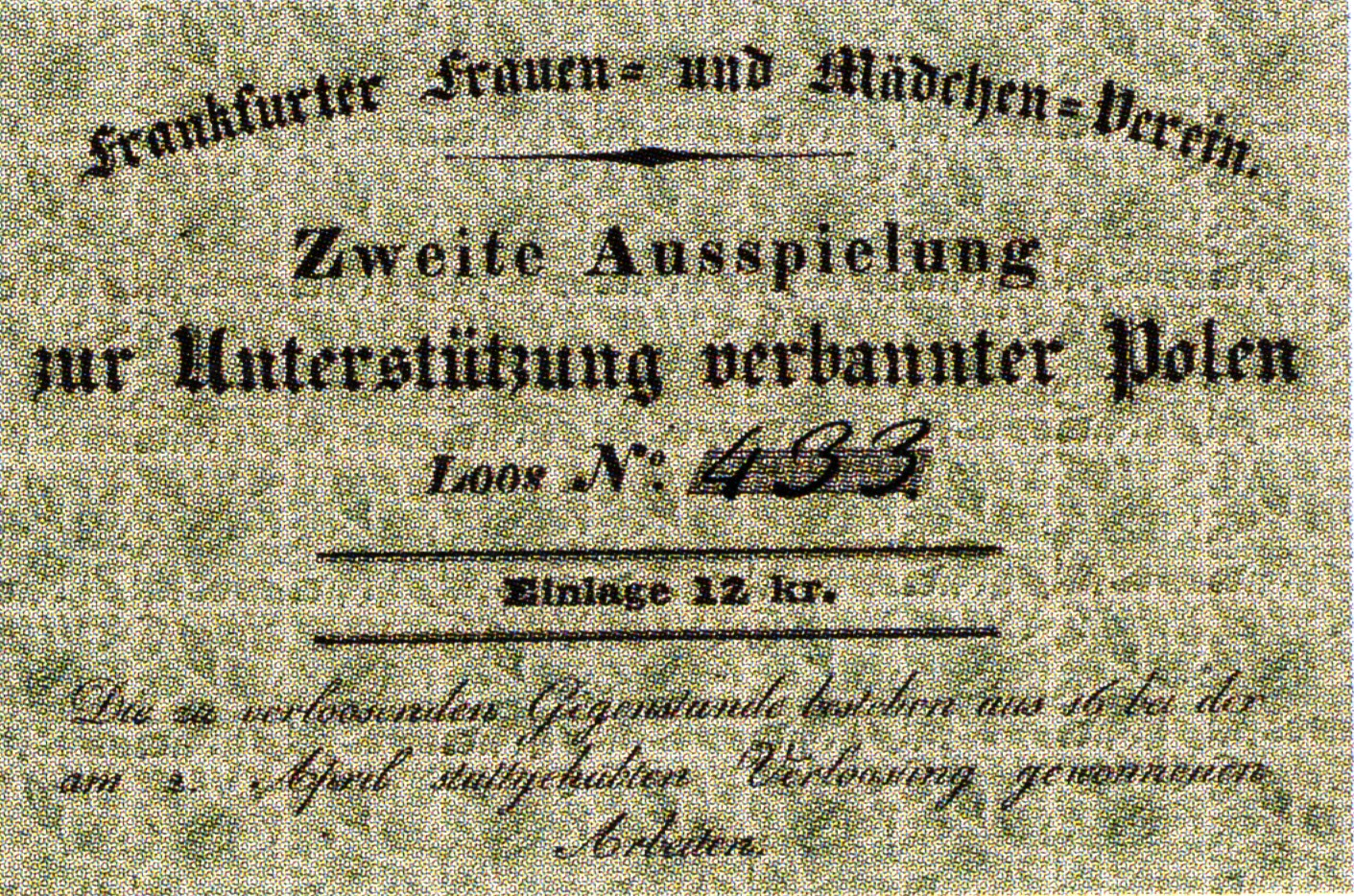
Los des Frankfurter Frauen- und Mädchenvereins zur Unterstützung der verbannten Polen von 1832

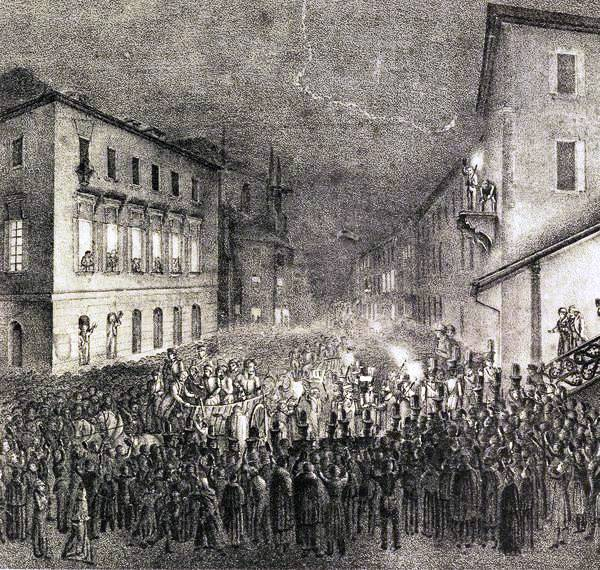
„Empfang der ersten Abteilung polnischer Helden in Neustadt am 19. Januar 1832“

## Geschichte
Der Kampf der Polen im Novemberaufstand gegen Russland im Jahr 1830 stieß auf eine starke Unterstützungsbewegung unter den liberalen Kräften Europas. Es schien sich für diese um eine grundsätzliche Auseinandersetzung zwischen den konstitutionellen Polen, die ihr nationales Selbstbestimmungsrecht durchsetzen wollten, und dem autokratischen Russland zu handeln, das als eine der Hauptkräfte des Absolutismus in ganz Europa angesehen wurde. Das oppositionelle Bürgertum in Deutschland sah einen Sieg der polnischen Freiheitsbewegung als entscheidend für den Erfolg der deutschen Opposition. Siegten die Polen, würde dies zum Erfolg der Bewegung in Deutschland beitragen, blieben die Russen Sieger, bedeutete dies einen Rückschlag für die Freiheitsbewegung in Europa insgesamt.
Es kam in Deutschland zu zahlreichen Unterstützungskundgebungen in der liberalen Öffentlichkeit. Waren in den 1820er Jahren zur Unterstützung des griechischen Freiheitskampfes philhellenische Griechenvereine, wie der Bergisch-Märkische Griechenverein, gegründet worden, entstanden nun Polenvereine. Als noch die Kämpfe in Polen fortdauerten, zogen insgesamt wohl 70 Ärzte aus Deutschland nach Polen zur Hilfeleistung. Ihr Motto war: „Wir reisen für unsere und die polnische Freiheit nach Polen.“
Die Polenvereine waren vom Bildungs- und Wirtschaftsbürgertum dominiert. Sie erreichten aber alle sozialen Schichten und schlossen auch die Frauen ein. Starken Widerhall fand die Bewegung auch unter den Burschenschaften. Mitglieder der Vereine schickten zu Gunsten der Polen Solidaritätsadressen und Forderungen an die Landtage und die Bundesversammlung in Frankfurt.
Nach der Niederlage der Polen wurden die geschlagenen Aufständischen bis 1833 bei ihrem Marsch durch Deutschland ins französische und englische Exil begeistert gefeiert und unterstützt. Die Vereine sammelten Geld, beherbergten und versorgten die Emigranten. In zahlreichen Städten fanden zu ihren Ehren Bälle und Bankette statt. Mehr als tausend zeitweise populäre Polenlieder entstanden in dieser Zeit.
Ein Höhepunkt der Polenbegeisterung dieser Jahre war das Hambacher Fest von 1832. Neben der Schwarz-Rot-Goldenen-Fahne und der französischen Trikolore wehte auch die polnische Nationalfahne. Ebenso wurde die Polen in Reden für ihren Einsatz gewürdigt. „Denn ohne Polens Freiheit keine deutsche Freiheit! Ohne Polens Freiheit kein dauernder Friede, kein Heil für alle europäischen Völker,“ hieß es auf dem Hambacher Fest.
Mit der Verschärfung der politischen Repression auch in Württemberg und Baden ab 1832 ließ die Polenbegeisterung nach und die Vereine lösten sich unter dem staatlichen Druck rasch auf.
Von anhaltender Bedeutung war, dass sie dazu beigetragen hatten eine moderne politische Öffentlichkeit zu schaffen. Insofern waren die Polenvereine wichtige Organisationen zur Entwicklung der oppositionellen Bewegung im Deutschen Bund. Enge auch personelle Verbindungen bestanden zum Preß- und Vaterlandsverein.